# Tangezhuang (köpinghuvudort i Kina, Shandong Sheng, lat 37,12, long 120,59)
Tangezhuang (kinesiska: 谭格庄, 谭格庄镇) är en köpinghuvudort i Kina. Den ligger i provinsen Shandong, i den östra delen av landet, omkring 320 kilometer öster om provinshuvudstaden Jinan. Antalet invånare är 45 807. Befolkningen består av 22 529 kvinnor och 23 278 män. Barn under 15 år utgör 11,0 %, vuxna 15-64 år 74 %, och äldre över 65 år 14,0 %.
Runt Tangezhuang är det tätbefolkat, med 530 invånare per kvadratkilometer. Närmaste större samhälle är Laiyang, 19,2 km sydost om Tangezhuang. Trakten runt Tangezhuang består till största delen av jordbruksmark.
Genomsnittlig årsnederbörd är 747 millimeter. Den regnigaste månaden är juli, med i genomsnitt 283 mm nederbörd, och den torraste är januari, med 11 mm nederbörd.